# وانگ سو-جین
وانگ سو-جین (انگلیسی: Wang Su-jin؛ زادهٔ ۴ سپتامبر ۱۹۷۳) بازیکن زن بسکتبال اهل کره جنوبی بود. وی در بازی‌های المپیک تابستانی ۲۰۰۰ شرکت کرده‌است.